# Centro Recreativo Porongos Fútbol Club
Il Centro Recreativo Porongos Fútbol Club, meglio noto come Porongos, è una società calcistica uruguaiana con sede nella città di Trinidad, nel dipartimento di Flores.
Partecipò alla Coppa CONMEBOL nel 1996, essendo la prima squadra amatoriale a partecipare a una competizione ufficiale CONMEBOL, e l'unica a farlo come affiliata all'OFI.

## Storia
Fondato il 5 giugno 1910, il nome del Porongos deriva dall'omonimo torrente, che scorre nel Dipartimento di Flores. Fin dal suo esordio nella lega regionale, ne è stato uno dei protagonisti, insieme al suo classico rivale, il Club Atlético Independiente, omonimo della celebre società calcistica argentina.
Il Centro Recreativo Porongos è stato campione locale per ben 42 volte, e ha vinto la Copa El País, la massima competizione amatoriale uruguaiana, per 4 volte, risultando uno dei club più vincenti del dipartimento.
Vincendo la Copa El País nel 1995, si qualificò alla Liguilla Pre-Libertadores de América, grazie alla quale ottenne la qualificazione per la Coppa CONMEBOL.
Nel 2024 il calciatore Diego Godín, dopo un primo ritiro dall'attività agonistica, decide di concludere la carriera nella squadra.

## Palmarès

### Competizioni regionali
- Copa El País: 4

1988, 1994, 1995, 2024